# Kotowo (Granowo)
Kotowo ist ein Dorf der Landgemeinde Granowo im Powiat Grodziski der Woiwodschaft Großpolen in Polen.

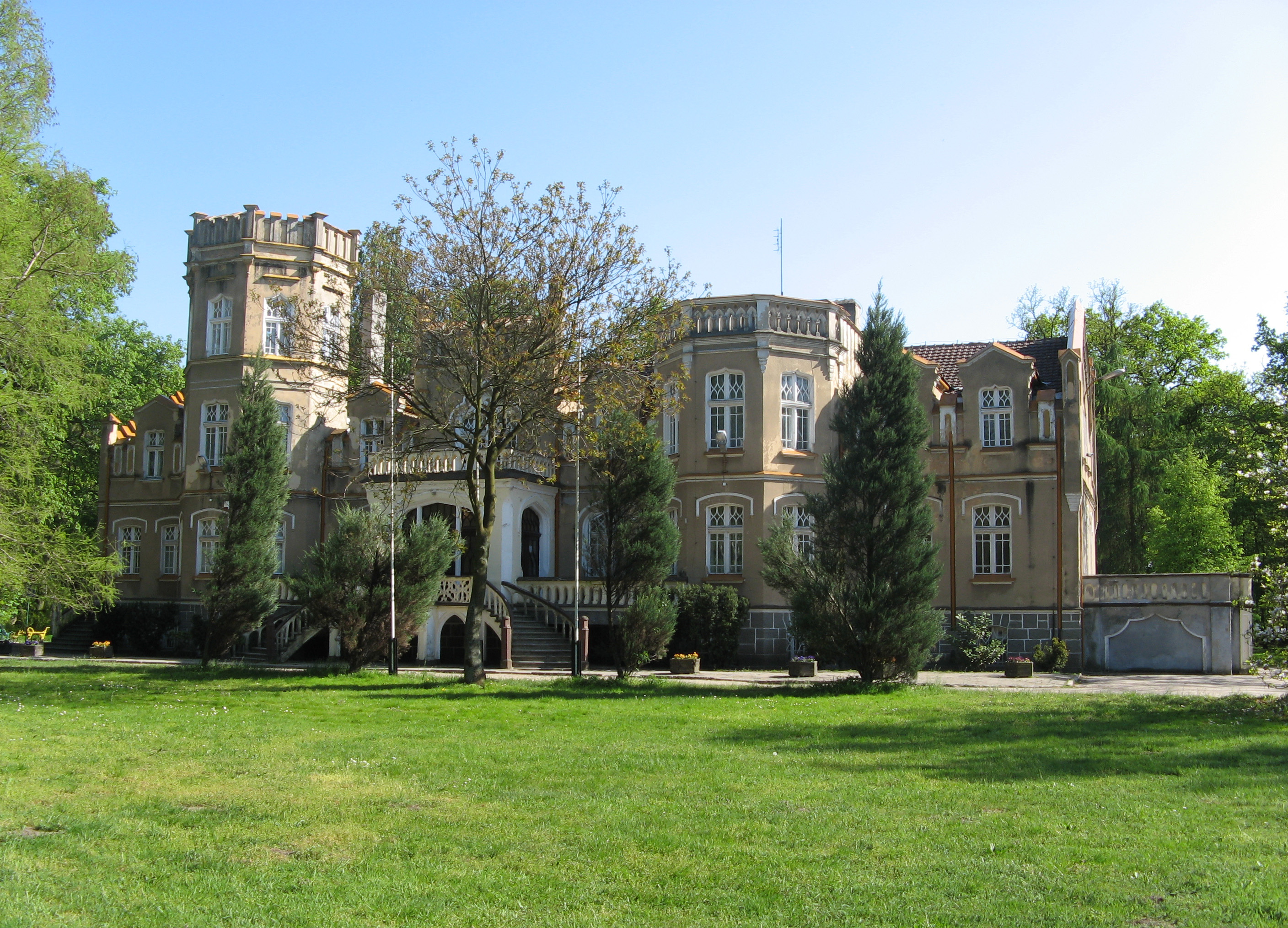
Herrenhaus Kotowo

Das Dorf liegt etwa neun Kilometer östlich von Grodzisk Wielkopolski und 32 Kilometer südwestlich von Posen. Im Jahre 2021 hatte Kotowo 206 Einwohner.   Der Ort bestand schon im 14. Jahrhundert. Im 19. Jahrhundert gehörte das Landgut der Familie Mielżyński und in der Zwischenkriegszeit der Familie Kurnatowski. Sehenswert ist das in der Mitte des 19. Jahrhunderts erbaute Herrenhaus, das von einer Parkanlage umgeben ist. Nach dem Zweiten Weltkrieg beherbergte es eine landwirtschaftliche Schule.